# Księżopole
Księżopole – wieś sołecka w Polsce położona w województwie mazowieckim, w powiecie ostrołęckim, w gminie Czerwin.
Wieś ta jest wymieniana w trzecim tomie „Potopu” Henryka Sienkiewicza.
Wierni Kościoła rzymskokatolickiego należą do parafii św. Jana Chrzciciela w Piskach.

## Historia
W latach 1921 – 1939 wieś leżała w województwie białostockim, w powiecie łomżyńskim, w gminie Piski.
Według Powszechnego Spisu Ludności z 1921 roku wieś zamieszkiwało 90 osób, 84 było wyznania rzymskokatolickiego a 6 mojżeszowego. Jednocześnie 84 mieszkańców zadeklarowało polską przynależność narodową a 6 żydowską. Było tu 12 budynków mieszkalnych. Miejscowość należała do parafii rzymskokatolickiej w Pisakach. Podlegała pod Sąd Grodzki w Ostrołęce i Okręgowy w Łomży; właściwy urząd pocztowy mieścił się w Piskach.
9 września 1939 pod Tyszkami-Ciągaczkami miała miejsce bitwa, w której 1 pułk Ułanów Krechowieckich i 3 pułk Szwoleżerów Mazowieckich wchodzące w skład Suwalskiej Brygady Kawalerii odniosły zwycięstwo nad wojskami niemieckimi. W następnych dniach wkraczające oddziały Wehrmachtu w odwecie za porażkę zamordowały we wsi Ciągaczki i Księżopole 33 Polaków, miejscowych i uciekinierów.
W wyniku napaści ZSRR na Polskę we wrześniu 1939 miejscowość znalazła się pod okupacją sowiecką. Od czerwca 1941 roku pod okupacją niemiecką. Od 22 lipca 1941 do 1945 włączona w skład Landkreis Lomscha, Bezirk Bialystok III Rzeszy. W latach 1975–1998 miejscowość administracyjnie należała do województwa łomżyńskiego.